# Terpna molleri
Terpna molleri là một loài bướm đêm trong họ Geometridae.